# Christina Henrich
Christina Renee Henrich, coneguda com a Christy Henrich (Independence, Missouri, EUA, 18 de juliol de 1972 - 26 de juliol de 1994) fou una gimnasta americana.
La seva carrera començà ben jove a un dels clubs més famosos de gimnàstica dels EUA, el Blue Springs de Missouri. L'any 1986, Henrich aconseguiria acabar cinquena als campionats júnior dels EUA i novena en els trials de classificació pels Jocs Olímpics de Seül el 1988 el que la deixa fora de l'equip olímpic per 0,118 centèsimes. Henrich formava part d'un grup de sis gimnastes conegut com a Karolyi Six Pack entrenades pel prestigiós entrenador Bela Karolyi, qui havia estat entrenador entre d'altres de Nadia Comaneci.
Fou aleshores quan un jutge li va assegurar que si volia guanyar medalles en gimnàstica havia de perdre alguns quilos. A partir d'aquí la seva única obsessió fou perdre pes. La seva dieta es basava en una poma diària i, fins i tot, alguns dies aquesta es reduïa a un tall de poma. Segons ella, aquesta dieta formava part de l'entrenament. Al campionat del món de 1989, EUA quedaria quarta a la classificació final gràcies al bon nivell de Christy en les barres asimètriques. Aquell any, també aconseguiria ser segona en tots els campionats que se celebraren als EUA.
Però la dieta que seguia, obligaria a Christy a retirar-se l'any 1991, ja que es trobava en un estat físic molt dolent a conseqüència de la inanició. Començà aleshores, una rutina d'ingressos i altes hospitalàries. El seu gran somni que era participar en els Jocs Olímpics de Barcelona, es truncaren per culpa de l'anorèxia nerviosa.
Finalment, l'any 1994, Christy moria a conseqüència d'una disfunció multiorgànica. Tenia 22 anys i pesava 29 kilograms.